# Los Villares de Soria
Los Villares de Soria è un comune spagnolo di 83 abitanti situato nella comunità autonoma di Castiglia e León.